# Kancl (americký seriál)
Kancl (v anglickém originále The Office) je americký komediální televizní seriál vysílaný formou fiktivního satirického dokumentu. Premiérově byl vysílán na stanici NBC v letech 2005–2013, kdy vzniklo celkem 201 epizod v devíti řadách. Jedná se o adaptaci stejnojmenného britského seriálu. V Česku byly uvedeny pouze první čtyři řady, které poprvé vysílala stanice Prima Cool v letech 2009 a 2010.
Seriál Kancl zobrazuje každodenní životy pracovníků fiktivní papírenské společnosti Dunder Mifflin, sídlící ve Scrantonu v Pensylvánii.

## Role

### Hlavní role
- Steve Carell jako Michael Gary Scott, oblastní vedoucí pobočky Dunder Mifflin ve Scrantonu (1.–6. řada), zakladatel společnosti Michael Scott Paper Company (5. řada)
- Rainn Wilson jako Dwight Kurt Schrute, prodejce (1.–6. řada), asistent oblastního vedoucího (1.–3. řada)
- John Krasinski jako Jim Halpert, asistent oblastního vedoucího (4.–5. řada), prodejce (1.–6. řada)
- Jenna Fischer jako Pam Beesly, recepční (1.–5. řada), prodejce v Michael Scott Paper Company (5. řada), prodejce (5.–6. řada)
- B. J. Novak jako Ryan Howard, záskok (1.–3., 5.–6. řada), viceprezident pro severovýchodní oblast (4. řada), recepční (5. řada), prodejce v Michael Scott Paper Company (5. řada)
- Ed Helms jako Andy Bernard, prodejce (3.–6. řada)
- Leslie David Baker jako Stanley Hudson, prodejce (1.–6. řada)
- Brian Baumgartner jako Kevin Malone, účetní (1.–6. řada)
- Creed Bratton jako Creed Bratton, ujišťování kvality (1.–6. řada)
- Mindy Kaling jako Kelly Kapoor, služby zákazníkům (1.–6. řada)
- Kate Flannery jako Meredith Palmer, dodavatelství (1.–6. řada)
- Angela Kinsey jako Angela Martin, účetní (1.–6. řada)
- Paul Lieberstein jako Toby Flenderson, lidské zdroje (1.–6. řada)
- Oscar Nuñez jako Oscar Martinez, účetní (1.–6. řada)
- Phyllis Smith jako Phyllis Lapin Vance, prodejce (1.–6. řada)
- Craig Robinson jako Darryl Philbin, vedoucí skladu (1.–6. řada)
- David Denman jako Roy Anderson, pracovník skladu (1.–3. řada), bývalý zaměstnanec (5. řada)
- Andy Buckley jako David Wallace, šéf finanční administrativy (1.–6. řada), bývalý zaměstnanec (6. řada)
- Melora Hardin jako Jan Levenson Gould, viceprezidentka regionálního prodeje (1.–3. řada)
- Rashida Jones jako Karen Filippelli, prodejce (3. řada), oblastní vedoucí pobočky Dunder Mifflin v Utice (4.–5. řada)
- Amy Ryan jako Holly Flax, lidské zdroje (4.–5. řada)
- Ellie Kemper jako Kelly Erin Hannon, recepční (5.–6. řada)
- Idris Elba jako Charles Miner, viceprezident pro severovýchodní oblast (5. řada)

### Vedlejší role
- Devon Abner jako Devon White, zásobování (1. řada)
- Robert R. Shafer jako Bob Vance z Vancových ledniček, majitel Vancových ledniček (1.–6. řada)
- Hugh Dane jako Hank, ostraha (1.–6. řada)
- David Koechner jako Todd F. Packer, cestující prodejce (1.–6. řada)
- Ken Howard jako Ed Truck, bývalý oblastní vedoucí pobočky Dunder Mifflin ve Scrantonu (2.–3. řada)
- Nancy Walls jako Carol Stills, Michaelova realitní agentka (2.–3. řada)
- Michael Schur jako Mose Schrute, Dwightův bratranec (2.–6. řada)
- Amy Adams jako Katy Moore, prodejce kabelek (1.–2. řada)
- Shannon Cochran a Linda Purl jako Helene Beesly, matka Pam (2. a 6. řada)
- Kathy Bates jako Jo Bennet, ředitelka společnosti Sabre (6. řada)